# Xanthorhoe lucidata
Xanthorhoe lucidata là một loài bướm đêm trong họ Geometridae.